# Skulpturenpark Villa Celle

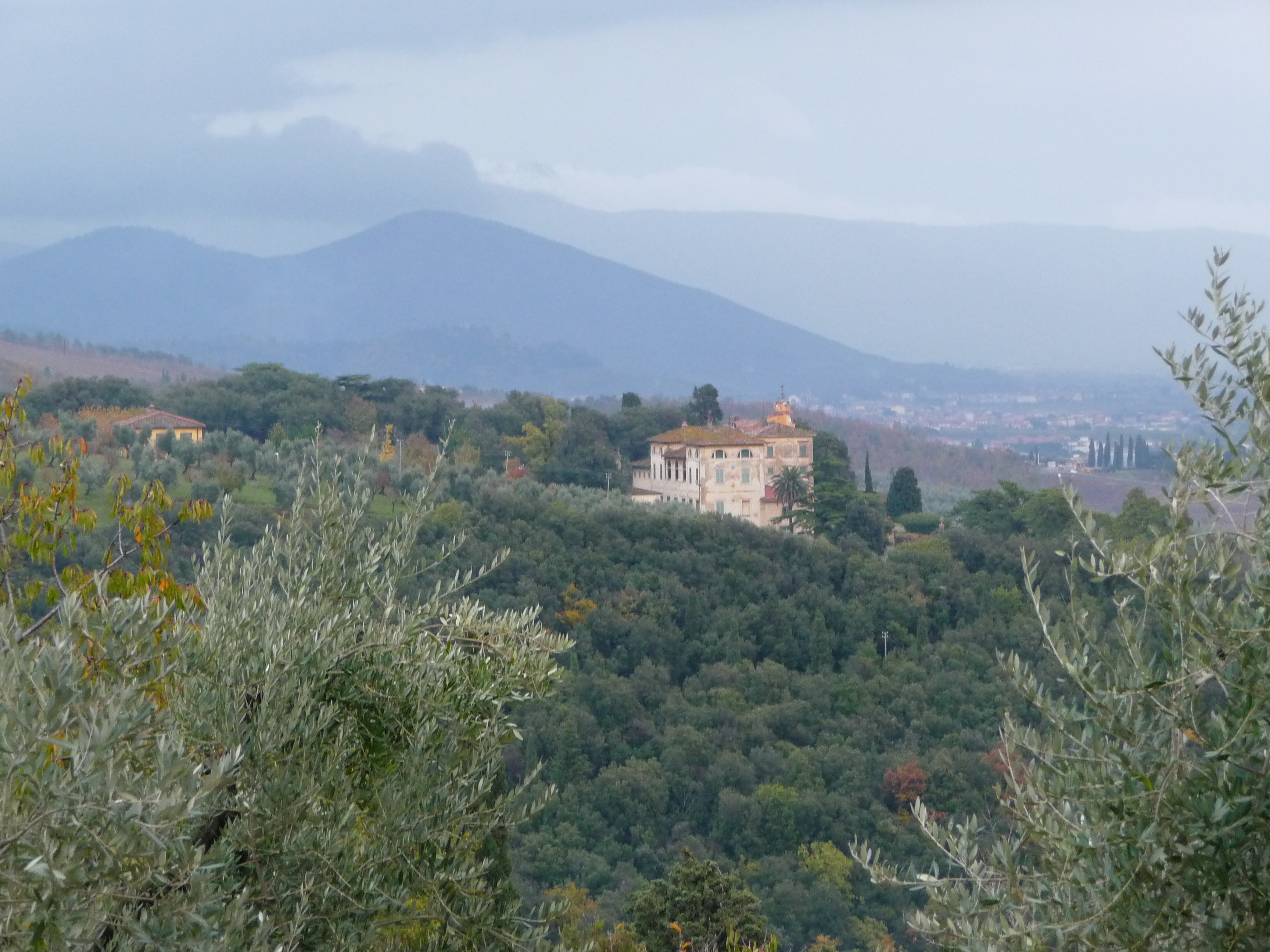
Die Villa Celle im Park

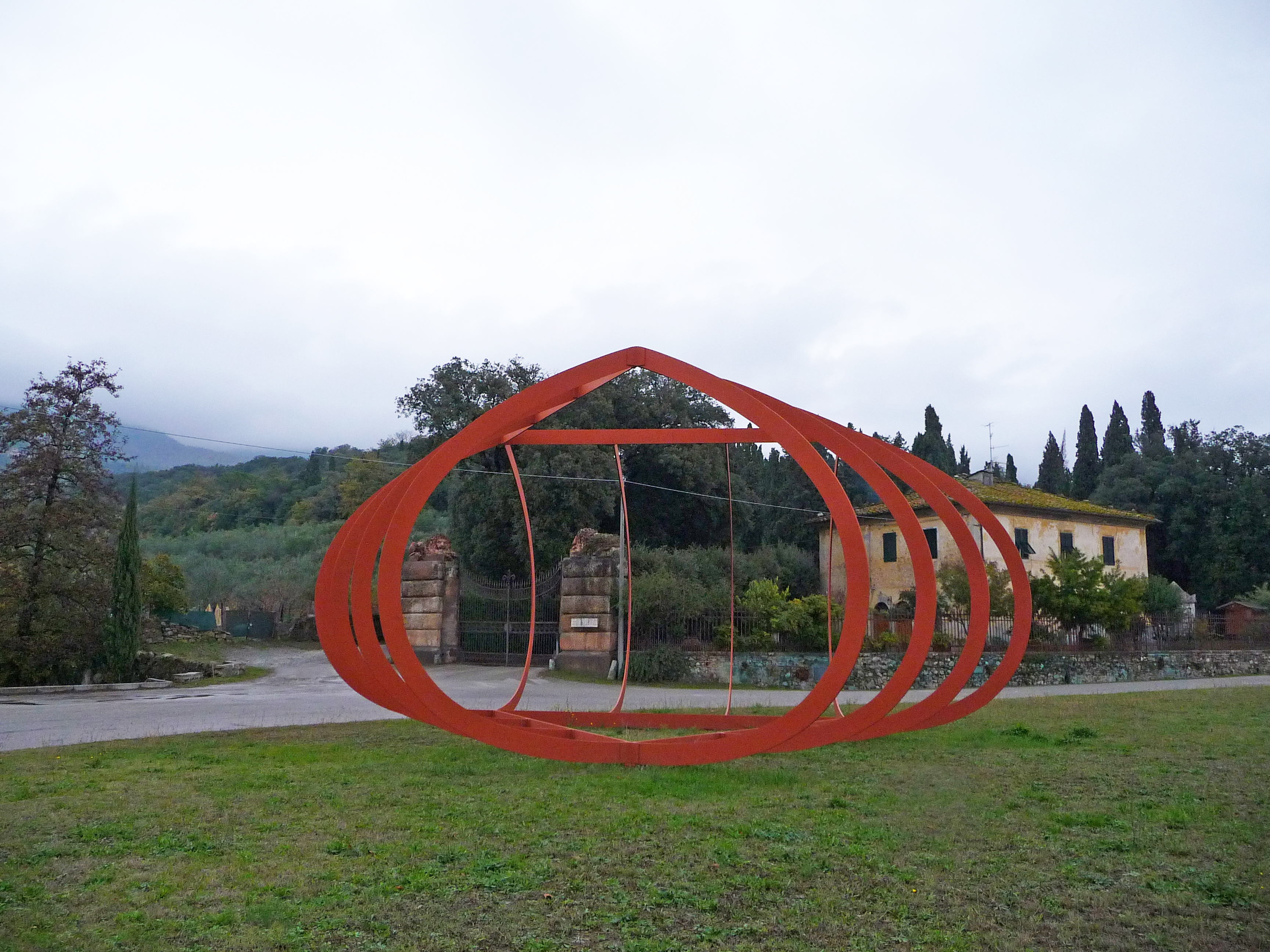
Grande ferro Celle von Alberto Burri

Der Skulpturenpark Villa Celle befindet sich im italienischen Santomato di Pistoia etwa 35 Kilometer von Florenz und 5 Kilometer von Pistoia entfernt.
Die Sammlung der Bildhauerarbeiten (Gori-Sammlung), die 1980 durch Giuliano Gori in der Villa Celle gegründet wurde, befindet sich in einem Park und in der Fattoria di Celle (Fattoria=Farm). Sie gibt einen Überblick über die zeitgenössische Bildhauer-, Installationskunst und Land Art italienischer wie internationaler Künstler seit den 1980er Jahren.

## Sammlung

### Englischer Garten
- Alice Aycock: Le reti di Salomene (1982)
- Roberto Barni: Servitori muti (1988)
- Alberto Burri: Grande ferro Celle (1986)
- Enrico Castellani: Enfitensi II (1987)
- Fabrizio Corneli: Grande estruso (1987/88)
- Stephen Cox: Mago (1991/1993)
- Jean-Michel Folon: L'albero dai frutti d'oro (2002)
- Michel Gerard: Cellsmic (1990)
- Dani Karavan: Linea 1-2-3 (1982/1989)
- Joseph Kosuth: Modus Operandi Celle (1987)
- Olavi Lanu: Le 3 pietre (1985)
- Sol LeWitt:  Cubo senza cubo (1986/1988)
- Richard Long: Cerchio di erba (1985)
- Fausto Melotti: Tema e variazioni II (1981)
- Robert Morris: Labirinto (1982)
- Robert Morris und Claudio Parmeggiani: Melancolia II (2002)
- Hidetoshi Nagasawa: Iperuranio (1996)
- Max Neuhaus: Sound Installation (1983)
- Dennis Oppenheim: Formula Compound (1982)
- Marta Pan: Scultura fluttuante Celle (1990)
- Beverly Pepper: Spazio teatro Celle, Omaggio a Pietro Porcinai (1987/1992)[1]
- Anne und Patrick Poirier: La morte di Efialte (1982)[2]
- Ulrich Rückriem: Senza titolo (1982)
- Richard Serra: Open Field Vertical Elevations (1982)
- Susana Solano: Acotacion (1990)
- Giuseppe Spagnulo: Daphne (1987/1988)
- Mauro Staccioli: Scultura Celle (1982)
- George Trakas: Il sentiero dell'amore (1982)

### Fattoria di Celle
- Magdalena Abakanowicz: Katarsis (1985)
- Frank Breidenbruch und A.R. Penck: Centro Spirituale (1995/1997)
- Ian Hamilton Finlay: Il bosco virgiliano (1985)
- Bukichi Inoue: Il mio buco nel cielo (1985/1989)
- Eliseo Mattiacci: Le vie del cielo e Ordine Cosmico (2000)
- Robert Morris: Il caduti ed i alvati (2000)
- Jaume Plensa: Gemelli (1998)
- Alan Sonfist: Cerchi del tempo (1987/1990)
- Daniel Spoerri: Reconstruction de la Chambre no. 13 de l'hotel Carcassonne